# The Manhattan Transfer
The Manhattan Transfer es un grupo vocal de origen estadounidense relacionado principalmente con el jazz, pero también con otros géneros musicales.

## Historia
Se formó en Nueva York en 1972 cuando Tim Hauser conoció a Laurel Massé durante un viaje en taxi y ambos descubrieron su afinidad por el mismo tipo de música. Posteriormente, Laurel también se encontró con Janis Siegel, en ese momento cantante en un grupo folk, y la convenció para sumarse al proyecto. Finalmente, la formación inicial se completó con Alan Paul, galán y cantante en Broadway (Nueva York), el 1 de octubre de 1972, fecha que se considera como la de fundación del grupo. Tuvieron influencia del arreglista vocal Gene Puerling (1929-2008).

### Sus inicios
Al principio actuaban en clubes de jazz neoyorquinos y, dada la buena acogida del público, grabaron su disco de presentación The Manhattan Transfer en 1975. Posteriormente, los siguieron los discos  Coming Out y Pastiche, de buen éxito en Estados Unidos, pero que fueron aún mejor recibidos en Europa.

### Segunda época
En 1978 Laurel Massé sufrió un grave accidente automovilístico que estuvo a punto de costarle la vida, dejándola convaleciente durante dos años y obligándola a alejarse de la banda. Aunque más adelante retomó la música como solista, la sustituyó Cheryl Bentyne. Esta formación (Hauser, Siegel, Paul y Bentyne) se ha mantenido desde entonces. Al poco tiempo de la salida de Laurel Massé de The Manhattan Transfer, se editó el disco en vivo The Manhattan Transfer Live, seguido por el disco en estudio Extensions, en el que aparece Birdland en una de sus interpretaciones más conocidas. Posteriormente, vino el reconocimiento de la industria con varios premios Grammy, el primero de los cuales recibieron en 1980 por Mecca for Moderns, y posteriormente ganaron el Grammy a la mejor interpretación vocal jazz, duo o grupo, por su versión de la canción «Route 66», de 1982.

### Consagración popular
Aunque The Manhattan Transfer ya era un grupo reconocido en su ambiente por sus colegas y por la crítica, faltaba aún su definitiva consagración. Esta llegó en 1985 con Vocalese, donde interpretaban los clásicos del jazz con letras aportadas por Jon Hendricks, quien era considerado el genio que ponía letras al jazz. El tema que titulaba el disco fue nominado para doce premios, situación solo superada en la historia de los Grammy por Thriller de Michael Jackson.[cita requerida] En 1998 fueron incluidos en el Salón de la Fama de los Grupos Vocales.

## Discografía
- Jukin' Capitol, 1971
- The Manhattan Transfer Atlantic , 1975
- Coming Out Atlantic, 1976
- Pastiche Atlantic, 1978
- The Manhattan Transfer Live Atlantic, 1978
- Extensions	Atlantic, 1979
- Mecca For Moderns Atlantic, 1981
- The Best Of The Manhattan Transfer Atlantic, 1981
- Bodies and Souls Atlantic, 1983
- Bop Doo-Wopp Atlantic, 1985
- Vocalese Atlantic, 1985
- Live Atlantic, 1987
- Brasil Atlantic, 1987
- The Offbeat Of Avenues Columbia Records, 1991
- Anthology: Down In Birdland	Rhino, 1992
- The Christmas Album	Columbia, 1992
- The Very Best Of The Manhattan Transfer	Rhino, 1994
- The Manhattan Transfer Meets Tubby The Tuba Summit, 1994
- Tonin Atlantic, 1995
- Man-Tora! Live In Tokio	Rhino, 1996
- Swing Atlantic, 1997
- Boy From New York City And Other Hits	Flashback, 1997
- The Spirit of St. Louis Atlantic, 2000
- Couldn't Be Hotter Telarc, 2003
- Vibrate	Telarc, 2004
- An Acapella Christmas Album King Records, 2004 / Rhino Records, 2006
- The Symphony Sessions	King Records, 2006 / Rhino Records, 2006
- The Definitive Pop Collection	Rhino Records, 2006
- Vocalese Live DVD – 1986	Image Ent., 2000
- The Chick Corea Songbook	Four Quarters Ent., 2009
- The Christmas Concert (Live), 2014
- The Junction, 2018

## Influencia
En Stone Ocean, la sexta parte del manga japonés JoJo's Bizarre Adventure, el stand perteneciente a Johngalli A. se llama Manhattan Transfer en alusión a la banda.